# Campionati del mondo di ciclismo su strada 2014
I Campionati del mondo di ciclismo su strada 2014 (en.: 2014 UCI Road World Championships) si svolsero dal 21 settembre al 28 settembre 2014 a Ponferrada, in Spagna.

## Eventi

### Cronosquadre
Domenica 21 settembre
- 10:00 - Donne Élite, 36,15 km
- 14:00 - Uomini Élite, 57,10 km

### Cronometro individuali
Lunedì 22 settembre
- 10:00 - Donne Junior, 13,90 km
- 14:00 - Uomini Under 23, 36,15 km

Martedì 23 settembre
- 10:00 - Uomini Junior, 29,50 km
- 14:30 - Donne Élite, 29,50 km

Mercoledì 24 settembre
- 13:15 - Uomini Élite, 47,10 km

### Corse in linea
Venerdì 26 settembre
- 9:00 - Donne Junior, 72,80 km (Ponferrada-Ponferrada)
- 13:00 - Uomini Under 23, 182,00 km (Ponferrada-Ponferrada)

Sabato 27 settembre
- 9:00 - Uomini Junior, 127,40 km (Ponferrada-Ponferrada)
- 14:00 - Donne Élite, 127,40 km (Ponferrada-Ponferrada)

Domenica 28 settembre
- 10:00 - Uomini Élite, 254,80 km (Ponferrada-Ponferrada)

## Medagliere
| Pos.   | Nazione     | Oro | Argento | Bronzo | Totale |
| ------ | ----------- | --- | ------- | ------ | ------ |
| 1      | Germania    | 3   | 2       | 0      | 5      |
| 2      | Australia   | 2   | 4       | 2      | 8      |
| 3      | Stati Uniti | 2   | 1       | 1      | 4      |
| 4      | Danimarca   | 1   | 1       | 0      | 2      |
| 5      | Norvegia    | 1   | 0       | 1      | 2      |
| 5      | Polonia     | 1   | 0       | 1      | 2      |
| 7      | Francia     | 1   | 0       | 0      | 1      |
| 7      | Regno Unito | 1   | 0       | 0      | 1      |
| 9      | Italia      | 0   | 1       | 1      | 2      |
| 10     | Irlanda     | 0   | 1       | 0      | 1      |
| 10     | Russia      | 0   | 1       | 0      | 1      |
| 10     | Ucraina     | 0   | 1       | 0      | 1      |
| 13     | Paesi Bassi | 0   | 0       | 2      | 2      |
| 14     | Belgio      | 0   | 0       | 1      | 1      |
| 14     | Spagna      | 0   | 0       | 1      | 1      |
| 14     | Svezia      | 0   | 0       | 1      | 1      |
| 14     | Svizzera    | 0   | 0       | 1      | 1      |
| Totale | Totale      | 12  | 12      | 12     | 36     |

## Sommario degli eventi
| Eventi                 | Oro                               | Tempo                        | Argento                      | Tempo   | Bronzo                        | Tempo   |
| Uomini Elite           |                                   |                              |                              |         |                               |         |
| Gara in linea dettagli | Michał Kwiatkowski Polonia        | 6h29'07" Media 39.288 km/h   | Simon Gerrans Australia      | a 1"    | Alejandro Valverde Spagna     | s.t.    |
| Cronometro dettagli    | Bradley Wiggins Regno Unito       | 56' 25" Media 50.083 km/h    | Tony Martin Germania         | a 26"   | Tom Dumoulin Paesi Bassi      | a 40"   |
| Cronosquadre dettagli  | BMC Racing Team Stati Uniti       | 1h03'29" Media 53.955 km/h   | Orica-GreenEDGE Australia    | a 32"   | Omega Pharma-Quickstep Belgio | a 36"   |
| Uomini Under-23        |                                   |                              |                              |         |                               |         |
| Gara in linea dettagli | Sven Erik Bystrøm Norvegia        | 4h32'39" Media 40.051 km/h   | Caleb Ewan Australia         | a 7"    | Kristoffer Skjerping Norvegia | s.t.    |
| Cronometro dettagli    | Campbell Flakemore Australia      | 43'49" Media 49.484 km/h     | Ryan Mullen Irlanda          | s.t.    | Stefan Küng Svizzera          | a 9"    |
| Uomini Junior          |                                   |                              |                              |         |                               |         |
| Gara in linea dettagli | Jonas Bokeloh Germania            | 3h07'00" Media 40.877 km/h   | Aleksandr Kulikovskij Russia | s.t.    | Peter Lenderink Paesi Bassi   | s.t.    |
| Cronometro dettagli    | Lennard Kämna Germania            | 36'13" Media 48,861 km/h     | Adrien Costa Stati Uniti     | a 44"   | Michael Storer Australia      | a 58"   |
| Donne Elite            |                                   |                              |                              |         |                               |         |
| Gara in linea dettagli | Pauline Ferrand-Prévot Francia    | 3h29'21" Media 36,513 km/h   | Lisa Brennauer Germania      | s.t.    | Emma Johansson Svezia         | s.t.    |
| Cronometro dettagli    | Lisa Brennauer Germania           | 38'48" Media 45,613 km/h     | Hanna Solovej Ucraina        | a 18"   | Evelyn Stevens Stati Uniti    | a 21"   |
| Cronosquadre dettagli  | Specialized-Lululemon Stati Uniti | 43'33" Media 49,798 km/h     | Orica-AIS Australia          | a 1'17" | Astana-BePink Italia          | a 2'20" |
| Donne Junior           |                                   |                              |                              |         |                               |         |
| Gara in linea dettagli | Amalie Dideriksen Danimarca       | 2h 02' 59" Media 35,517 km/h | Sofia Bertizzolo Italia      | s.t.    | Agnieszka Skalniak Polonia    | s.t.    |
| Cronometro dettagli    | Macey Steward Australia           | 20'08" Media 41,410 km/h     | Pernille Mathiesen Danimarca | a 10"   | Anna-Leeza Hull Australia     | a 13"   |